# Clado
Il clado, anche clade (dal termine scientifico inglese clade), è un gruppo costituito da un antenato singolo comune e da tutti i discendenti di quell'antenato. Qualsiasi gruppo che corrisponde alla definizione viene considerato monofiletico e può essere rappresentato o da un'analisi filogenetica o da un cladogramma.

## Etimologia
Il termine deriva dal greco antico κλάδος (kládos = ramo), ed è stato coniato nel 1958 dal biologo Julian Huxley in riferimento agli studi di biologia dello studioso tedesco Willi Hennig.

## Tassonomia
Se un clado viene considerato solidamente attestato in svariate analisi, usando differenti insiemi di dati, può entrare a far parte della tassonomia e venire considerato un taxon. Non tutti i taxa considerati tali sono cladi. I rettili, per esempio, sono un gruppo parafiletico perché (a differenza dei sauropsidi) non includono gli uccelli (comunque considerati sottogruppo dei dinosauri), discendenti di un gruppo degli arcosauri; e analogamente i pesci sono un gruppo parafiletico che non include i tetrapodi.
Nella cladistica, un clado che è incluso in un altro più grande è detto "annidato" (ingl. nested) nel secondo.